# Charles Samuel

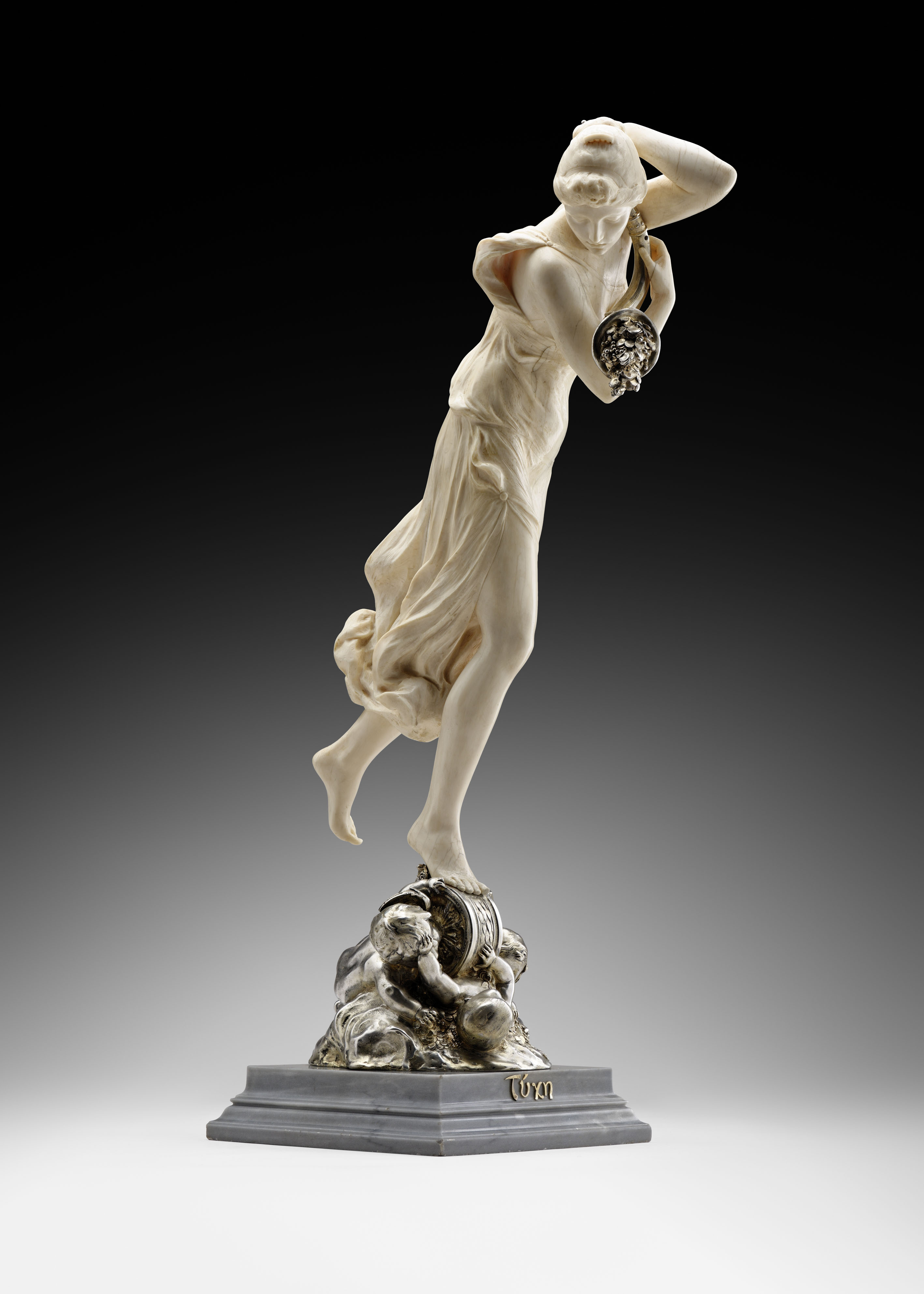
La Fortune (1894), depot KMKG (collectie Koning Boudewijnstichting).

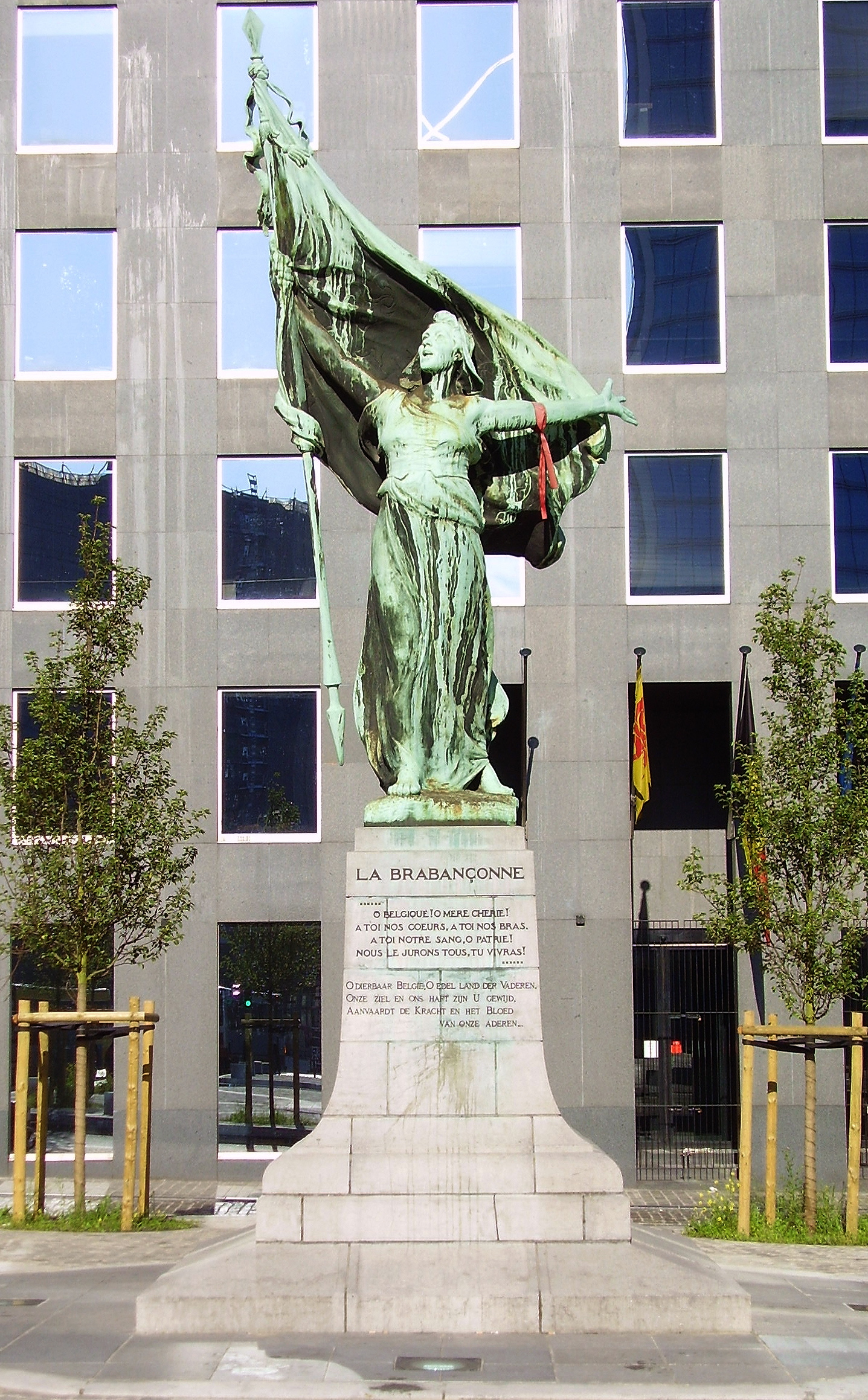
La Brabançonne, Brussel, 1930.

Charles Samuel (Brussel, 29 december 1862 – Cannes, 31 januari 1938) was een Belgisch beeldhouwer, graveur en medailleur. 

## Biografie
Samuel werd geboren in Brussel en genoot er ook zijn opleiding. Hij studeerde gravure bij Leopold Wiener, beeldhouwkunde bij Eugène Simonis, Joseph Jaquet, Louis François Lefebvre en Charles Van der Stappen en leerde er medailles maken bij de goudsmid en beeldhouwer Philippe Wolfers. In 1885 en 1888 kreeg hij een eervolle vermelding (3e prijs) in het concours van de Prijs Van Rome. Samuel begon zijn loopbaan in 1889 vanuit zijn huis en atelier te Elsene met een project van de bekende Belgische architect Henri Van Dievoet.
Samuel was getrouwd met de Franse pianiste Clotilde Kleeberg (1866-1909), daarna met de artieste Juliette Blum (1877-1931).

## Werk
- Monument voor de schrijver Charles De Coster op het Flageyplein in Elsene, naar Neel Doff als model, 1894. In Elsene staat een uitvoering in brons. Het origineel in marmer van de figuren Tijl en Nele staat in Knokke.
- La Fortune, sculptuur, Koning Boudewijnstichting. (depot KMKG)
- Buste van Charles Mesdach de ter Kiele, marmer, Paleis der Academiën.
- De Leeuw, Kruidtuin van Brussel, circa 1898.
- Vrouwelijke figuur naar de Brabançonne,[1] Surlet de Chokierplein, Brussel, 1930.
- Bronzen militair gedenkteken op de begraafplaats van Elsene.
- Vermoeidheid, bas-reliëf marmer, Museum van Elsene.
- Buste Juliette Blum, marmer, KMSK Brussel.
- Buste van Juliette Wytsman, marmer, KMSK Brussel.
- Buste koningin Elisabeth, marmer, KMSK Brussel.
- Ophelia, ivoor en verzilverd brons, KMSK Brussel.
- Hulde, marmer, KMSK Brussel.
- Buste Albert Thys, marmer, Koninklijk Museum voor Midden-Afrika, Tervuren.

## Galerij

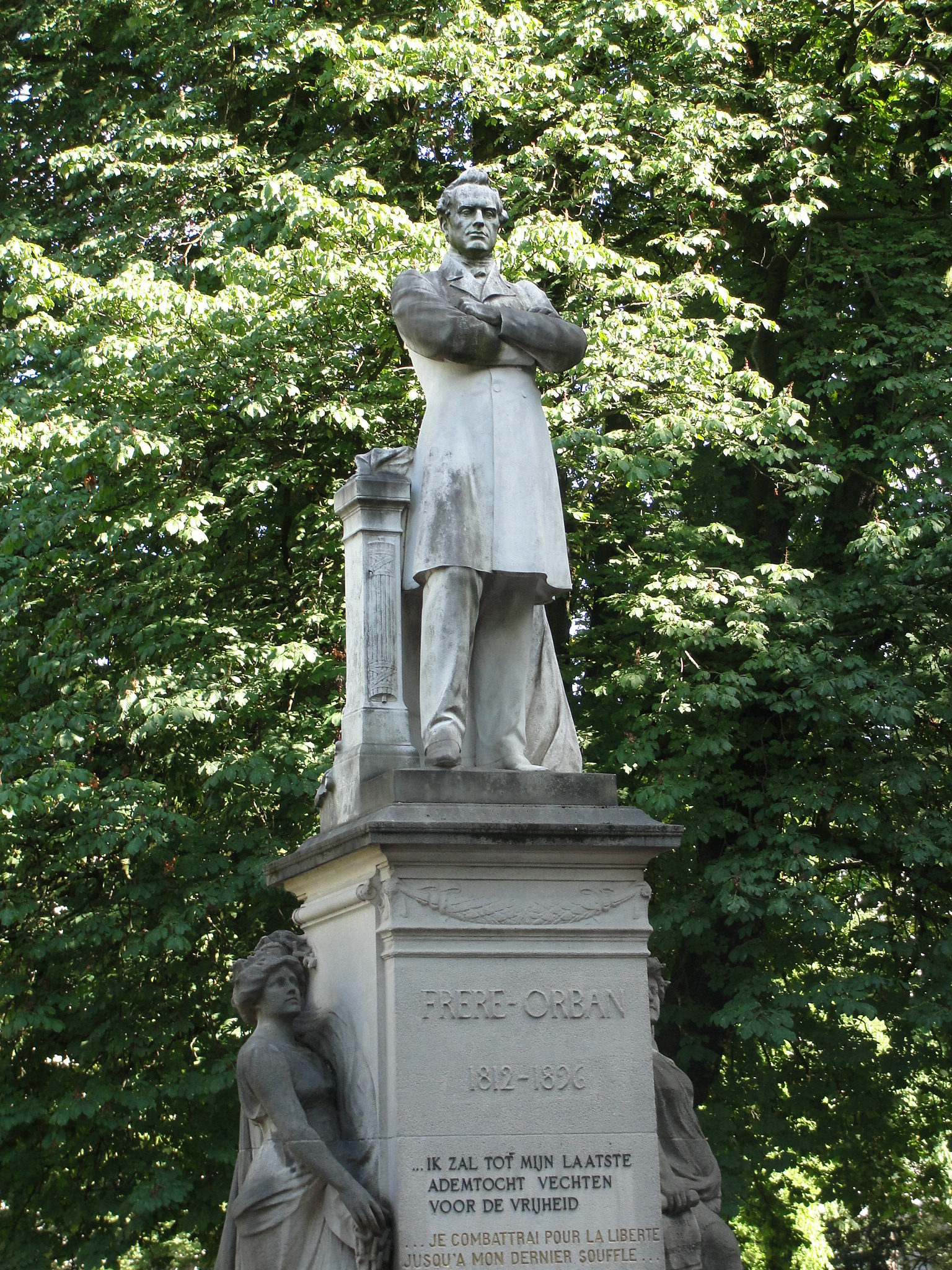
Standbeeld van Walthère Frère-Orban
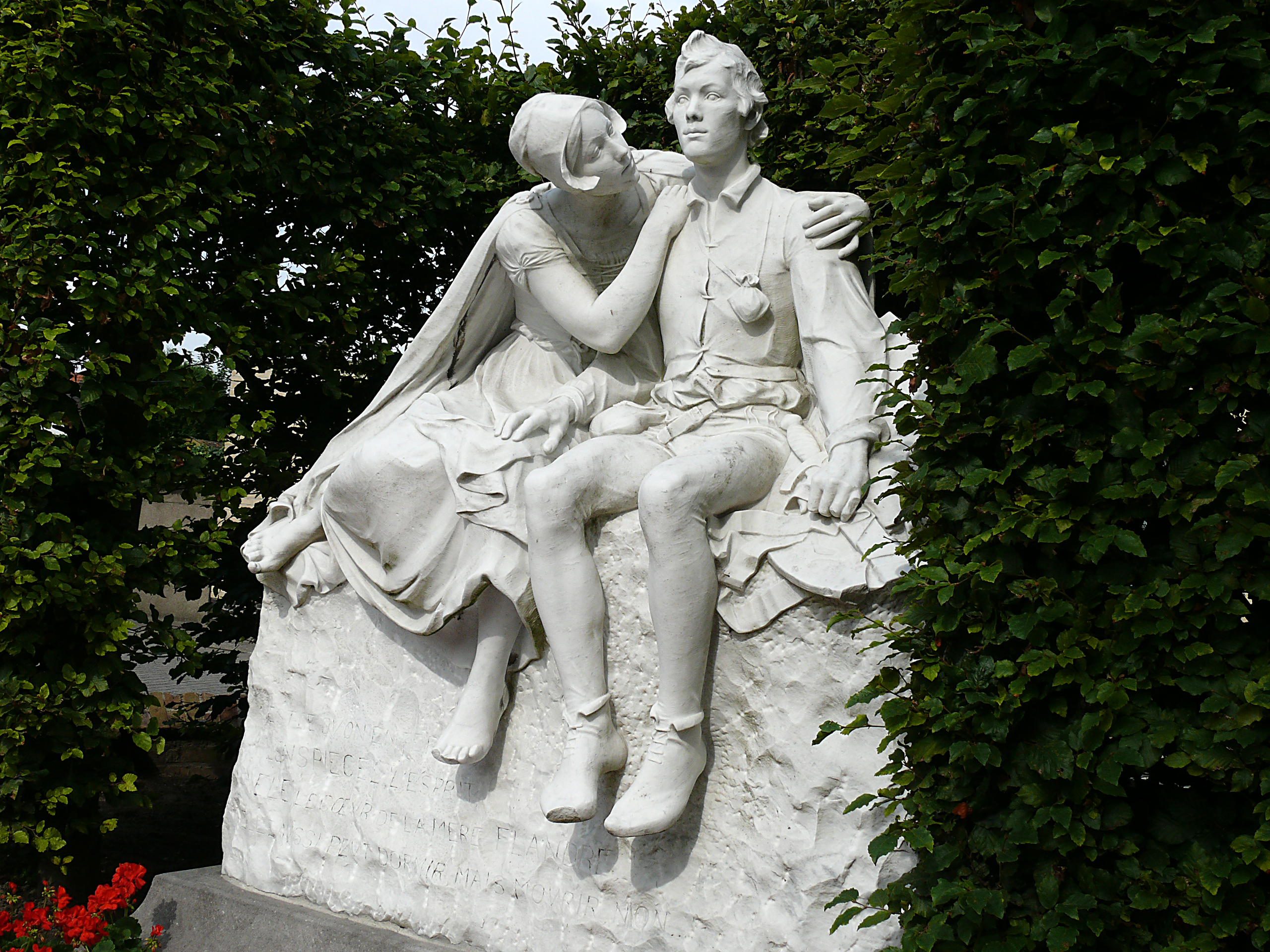
Tijl en Nele
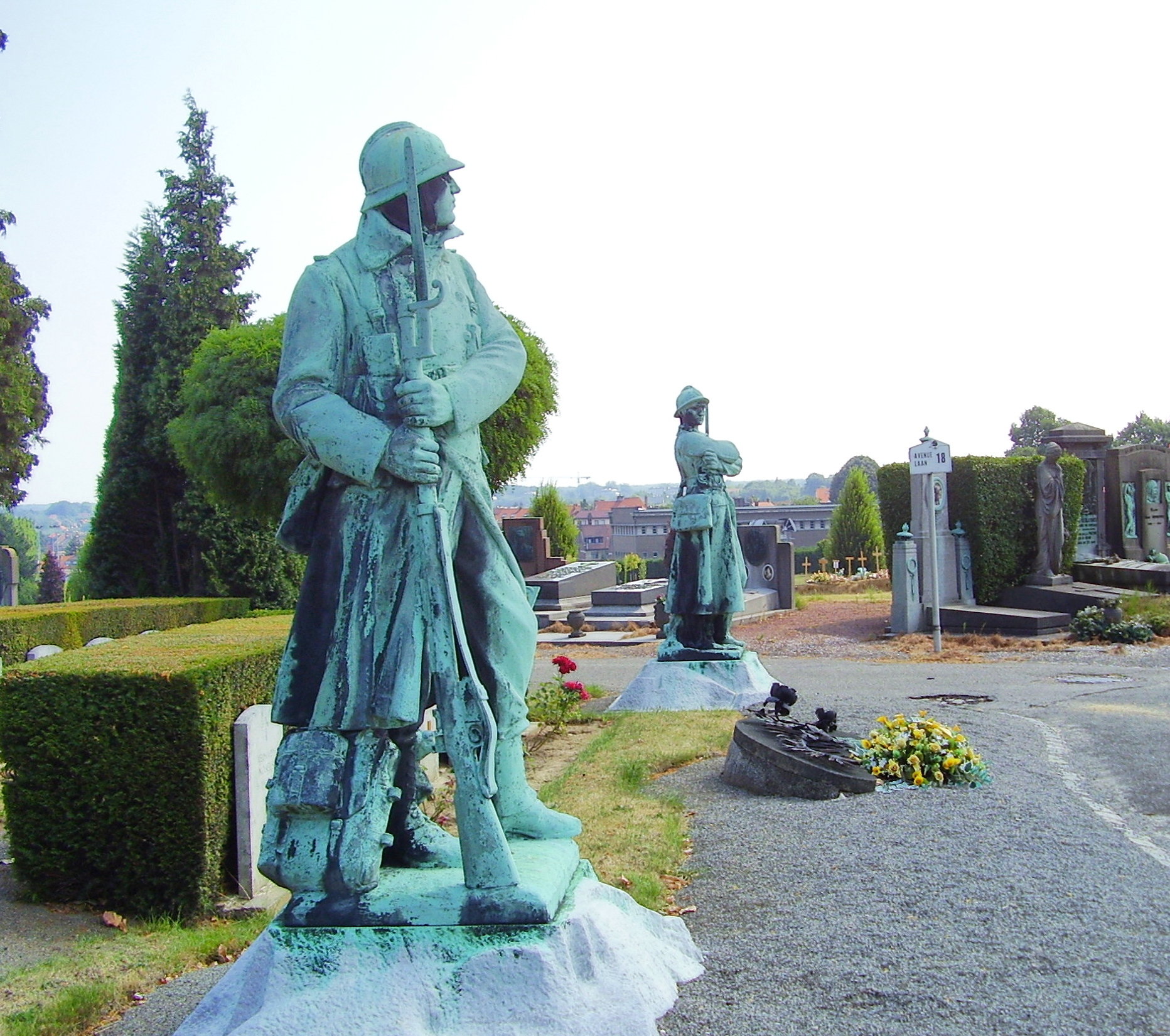
Oorlogsmonument in Elsene
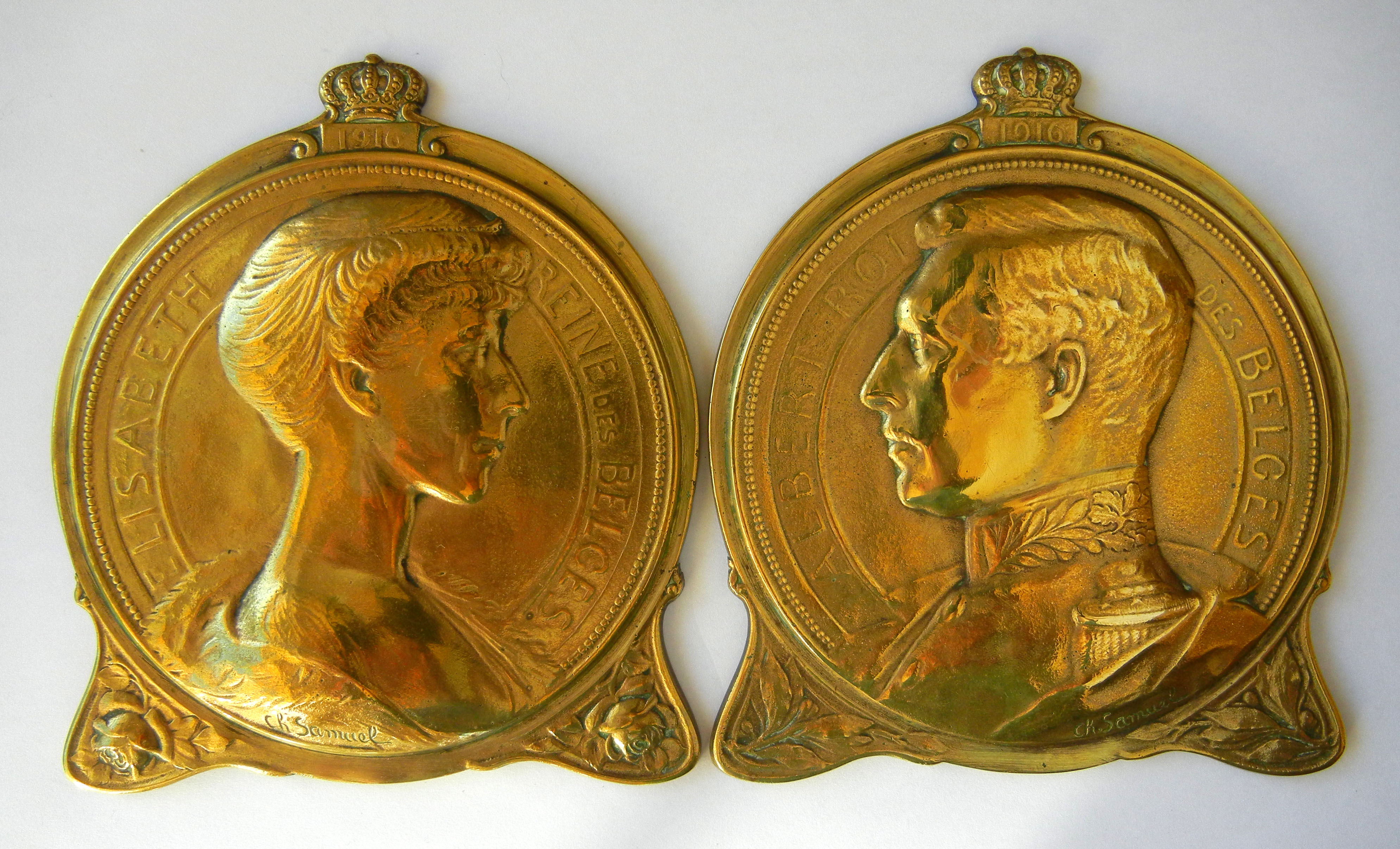
Medaillons koning Albert en koningin Elisabeth